# Isidore-François-Joseph Colombert
Isidore-François-Joseph Colombert MEP (* 19. März 1838 in Sainte-Marie-du-Bois, Département Mayenne; † 31. Dezember 1894) war ein französischer römisch-katholischer Ordensgeistlicher und Apostolischer Vikar von West-Cochin.

## Leben
Isidore-François-Joseph Colombert trat der Ordensgemeinschaft der Pariser Mission bei und empfing am 30. Mai 1863 das Sakrament der Priesterweihe.
Am 15. Februar 1872 ernannte ihn Papst Pius IX. zum Titularbischof von Samosata und zum Koadjutorvikar von West-Cochin. Der Apostolische Vikar von West-Cochin, Jean-Claude Miche MEP, spendete ihm am 25. Juli desselben Jahres die Bischofsweihe.
Isidore-François-Joseph Colombert wurde am 1. Dezember 1873 in Nachfolge von Jean-Claude Miche MEP Apostolischer Vikar von West-Cochin.